# 唯我獨尊：反擊
《唯我獨尊：反擊》（英語：Kickboxer: Retaliation）是一部2018年美國武打片，由迪米特里·洛戈塞蒂斯執導、製片並和吉米·麥葛斯（Jim McGrath）共同撰寫劇本，《唯我獨尊》系列電影的第七部作品以及2016年電影《唯我獨尊：復仇》的續集。故事描述克爾·史隆（Kurt Sloane，姆斯飾演）被關入曼谷監獄，他必須參加一場危險的地下格鬥，以換取自己和妻子的自由。電影於2018年1月26日在美國有限上映並上架點播平台。

## 劇情
殺死東波的18個月後，成為職業綜合格鬥家的克爾·史隆因殺人而入獄，地下格鬥策畫者湯瑪斯·摩爾逼迫他參加一場危險的地下格鬥，否則克爾將永遠關在這間曼谷監獄。同時，為了逼迫克爾答應，摩爾還綁架了他的愛妻莉烏，這才讓克爾接受訓練並出賽。在雙眼已盲的杜蘭師傅幫助下，克爾習得新的技能，以應對強大的對手——蒙古特。

## 演員
- 阿藍·姆斯飾演克爾·史隆（Kurt Sloane）
- 尚-克勞德·范·達美飾演杜蘭師傅（Master Durand）
- 哈弗波·朱利尔斯·比昂森飾演蒙古特（Mongkut）
- 麥克·泰森飾演布里格斯（Briggs）
- 莎拉·瑪拉庫爾·連妮飾演莉烏·史隆（Liu Sloane）
- 克里斯多夫·藍伯特飾演湯瑪斯·摩爾（Thomas Moore）
- 法布雷西歐·溫頓（英语：Fabrício Werdum）飾演法夫里西奧（Fabricio）
- 羅伊·尼爾森（英语：Roy Nelson (fighter)）飾演「大國」（'Big Country'）
- 罗纳尔迪尼奥飾演羅納爾多（Ronaldo）
- 布萊恩·蕭飾演大塊頭囚犯
- 尼可拉斯·范·瓦恩伯格（Nicholas Van Varenberg）飾演崔維斯（Travis）
- 潔西卡·詹恩（Jessica Jann）飾演嘉蒙（Gamon）
- 萬德雷·席爾瓦（英语：Wanderlei Silva）飾演丘德（Chud）
- 里科·費爾胡芬（英语：Rico Verhoeven）飾演摩斯（Moss）
- 傑茲·塞爾諾（英语：Jazz Securo）飾演格鬥播音員
- 維萊文·士通（Wilaiwan Saetung）飾演女侍者#1
- 努特旦雲·辛特西利尼卻阿庫（Nuttanun Chutsirinitchakun）飾演女侍者#2

雷納托·索布拉爾、倫佐·格雷西、弗蘭基·埃德加和墨里西歐·魯阿以本人身份演出。

## 外部連結
- 官方网站
- 互联网电影数据库（IMDb）上《唯我獨尊：反擊》的资料（英文）